# Fuente de Neptuno (León)
Fuente de Neptuno es una fuente pública de la ciudad de León (España) que forma parte del grupo de fuentes públicas construidas en el siglo XVIII en la época de la Ilustración. Se encuentra situada en el Jardín de San Francisco. Fue inaugurada en 1789. Está realizada con dos tipos de piedra: piedra caliza llamada griotte y piedra de las canteras de Boñar, más blanda y fácil de esculpir. El trabajo de fontanería lo llevó a cabo el maestro fontanero Isidro Cruela y la parte artística Mariano Salvatierra y Félix Cusac.

## Historia
Fue desde sus comienzos una fuente viajera que no acababa de encontrar su lugar de emplazamiento. Incluso cambió el nombre con que se la conocía desde sus primeros años (fuente de la plaza de Regla). Comenzó la construcción y uso a instancias del Cabildo catedralicio (y en contra de los deseos del Ayuntamiento) que quiso encauzar el agua desde los manantiales cercanos de Las Tejeras organizando un sistema de cañerías que llegarían hasta la plaza de Regla (plaza de la catedral), un lugar muy significativo para los leoneses no solo porque cobijase la catedral sino porque desde siempre fue el espacio elegido para las fiestas y para la actividad comercial. De esta manera se suministraba agua no solo a la propia catedral sino a sus huertas y a las casas de los canónigos situadas en su entorno, a los burócratas, eclesiásticos, comerciantes y trabajadores liberales y naturalmente a toda la vecindad como fuente pública que era. La fuente se situó frente a la fachada occidental de la catedral. En 1458 esta primera fuente ya necesitaba una restauración y fue rehecha por el maestro de obras de la catedral llamado Jusquin a quien el obispo mandó colocar las esculturas de san Juan Bautista y Santiago. A mediados del siglo XVI, en época renacentista y con motivo de la remodelación de la plaza se retiró esta primera fuente y se construyó una nueva en la esquina del atrio junto a la torre sur. El fontanero fue Baltasar de la Bárcena.

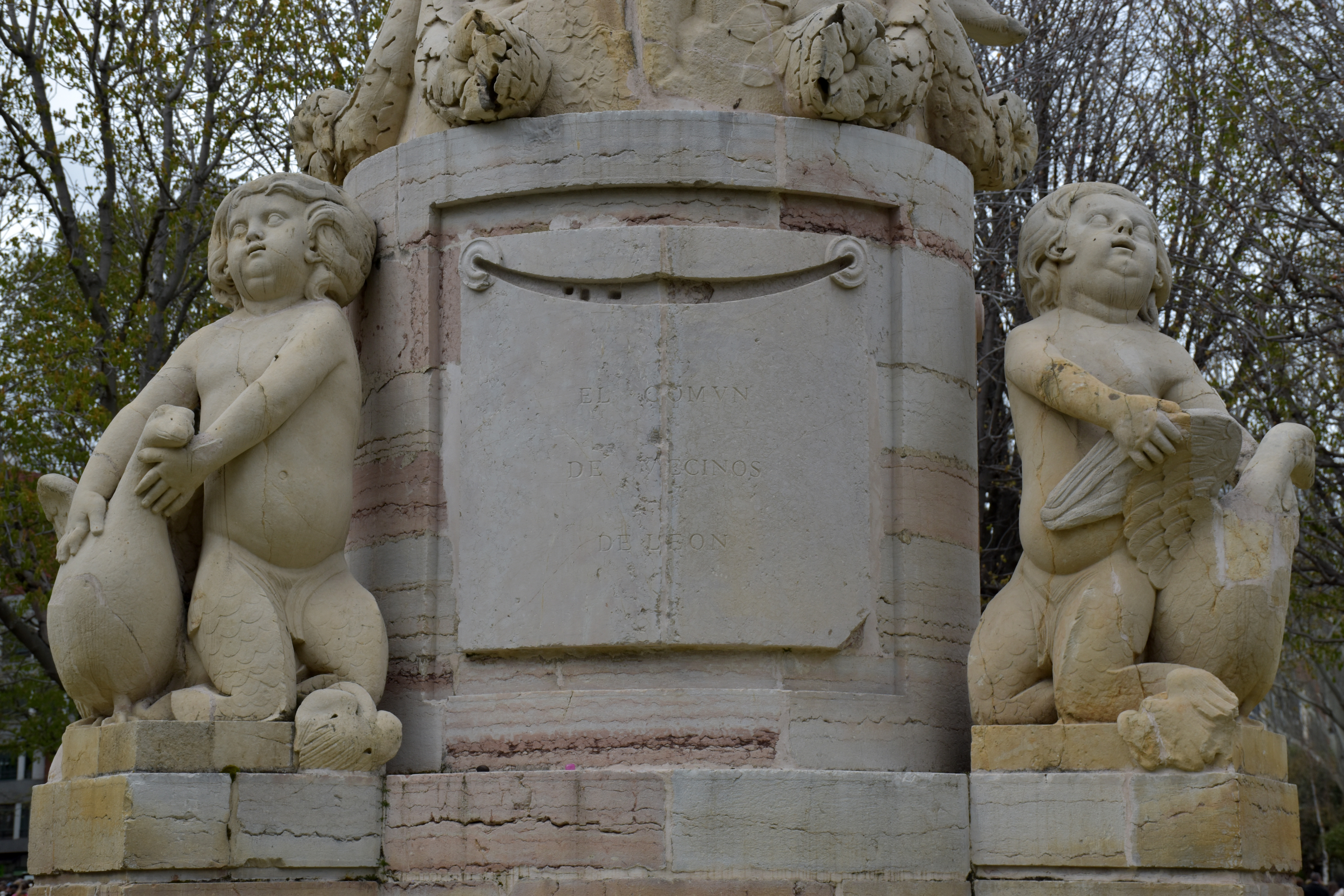

A finales del siglo XVIII surgió el proyecto de construir un nuevo atrio y fue entonces cuando la fuente se trasladó al centro de la plaza aprovechando esta oportunidad para hacerla de nueva planta dándole protagonismo a la escultura del dios Neptuno. A principios del siglo XX surgieron problemas técnicos en el abastecimiento y en el Ayuntamiento empezó a discutirse la necesidad de volverla a desmontar, incluso de trasladarla a un lugar que se considerase más adecuado y de esa manera despejar la vista de la catedral. Hubo mayoría en el grupo de los concejales aunque de momento el traslado no fue a otra plaza sino que todas las piezas desmontadas se guardaron en ciertas dependencias del Ayuntamiento en espera de un nuevo destino.
A la vista de lo decidido se propuso hacer unos jardines delante de la catedral en las fachadas meridional-occidental y además construir una pequeña y diferente fuente, discreta, que no estorbase; al mismo tiempo se construyeron unos bancos artísticos con cerámica encargada al taller de la viuda del ceramista Daniel Zuloaga. Todo esto duró poco tiempo y en 1944 fue desmantelado salvándose las cerámicas que tuvieron su acogida en los jardines de la Residencia de la Tercera Edad, Virgen del Camino.
Mientras tanto siguieron las discusiones y en 1930 se decidió llevar la fuente a la plaza Mayor como lugar idóneo. Más protestas y más cambios hasta que la monumental fuente encontró su lugar en el Jardín de San Francisco. Con tanto cambio y tanto montar y desmontar, la fuente sufrió importantes desperfectos y perdió su funcionalidad de fuente pública; es una fuente monumental y decorativa. La última restauración se llevó a cabo en el 2019 tratando de recuperar el aspecto original y consolidando y arreglando lo dañado en años anteriores.

## Descripción

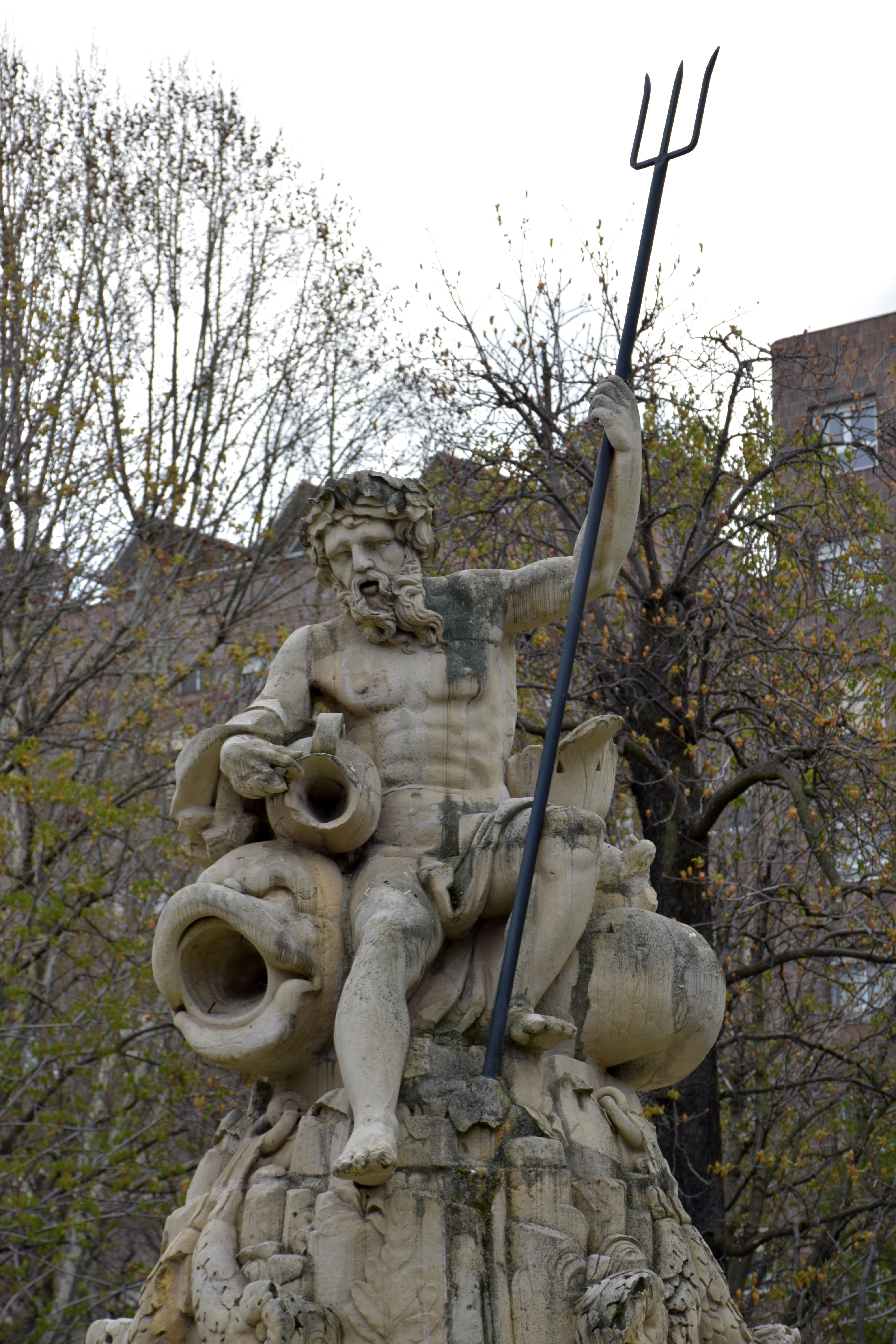
Neptuno sobre el delfín portando el tridente y el cántaro

La fuente que puede verse hoy se asienta sobre un pilón circular. En el centro del pilón se eleva un podio cilíndrico en cuyos laterales hay tres pedestales cúbicos y sobre ellos las esculturas de sendos tritones acompañados de una oca con las alas extendidas. Por encima hay otro tambor algo más reducido que ofrece en sus frentes tres cartelas con leyendas informativas:

REYNANDO CARLOS IV AÑO DE MDCCLXXXIX

EL COMUN DE VECINOS DE LEON

POR LA SALUD PUBLICA Y ADORNO DE LA C IUDAD

Por encima están esculpidas unas rocas acompañadas de vegetales acuáticos. Finalmente está aposentado sobre un delfín con la boca muy abierta (seguramente correría el agua por ella) el dios Neptuno representado desnudo y con un cuerpo musculoso, con corona de laurel; en su mano derecha sujeta contra la cintura un cántaro a imitación de los que llevaría la gente para recoger el agua deseada. La mano izquierda sujeta el tridente (su atributo) que no es el original que se perdió en uno de los múltiples traslados. Este tridente data de la última restauración. La estructura desde la base hasta el tridente adopta forma triangular.
La parte técnica correspondió al fontanero Isidro Cruela. Mariano Salvatierra diseñó las esculturas y la ejecución la llevó a cabo Félix Cusac, según demuestran las cuentas que aparecen en la documentación.